# Mahamane Ousmane
Mahamane Ousmane (Zinder, n. 20 de janeiro de 1950) foi o primeiro presidente democraticamente eleito do Níger. Governou o país entre 1993 e 1996.
Depois de estudar economia monetária e financeira em França e Canadá, retornou ao Níger em 1980.
Fundador em junho de 1991 do partido político Convenção Social e Democrática (CDS), competiu como candidato presidencial nas eleições celebradas em 27 de fevereiro de 1993. Recebeu o segundo lugar, com 26,59% dos votos, superado por Tandja Mamadou do Movimento Nacional pelo Desenvolvimento da Sociedade (MNSD); no entanto, com o apoio de uma coalizão de partidos conhecida como Aliança das Forças de Mudança (AFC), Ousmane ganhou a presidência na segunda rodada, celebrada em 27 de março, obtendo 54,42% dos votos.

## Presidência
Durante a primeira parte de seu governo, a AFC, que incluía ao partido de Ousmane, manteve uma maioria parlamentar. No entanto, em setembro de 1994 Ousmane ditou um decreto pelo que reduzia os poderes do primeiro-ministro. A renúncia do então ocupante deste cargo, Mahamadou Issoufou, foi acompanhada da posterior retirada de seu partido, o Partido Nigerino pela Democracia e o Socialismo (PNDS), da coalizão dirigente. Isto deixou a coalizão sem maioria parlamentar. Apesar disso, Ousmane designou seu aliado da CDs Souley Abdoulaye como primeiro-ministro, ao que o parlamento respondeu rapidamente votando uma moção de desconfiança contra o mesmo. Em consequência, convocaram-se novas eleições parlamentares para janeiro de 1995.
Essas eleições foram marcadas pela vitória da oposição, composta de uma nova aliança entre o MNSD e o PNDS, o que forçou a uma coalizão entre Ousmane e o governo encabeçado pelo premiê Hama Amadou (MNSD). Isto resultou numa aguda rivalidade entre ambos, e o governo ficou paralisado. No início de abril, Ousmane recusou-se a assistir às reuniões do Conselho de Ministros, ainda que estivesse constitucionalmente obrigado a fazê-lo, e em julho Amadou substituiu os chefes das companhias estatais, uma medida que Ousmane queria revogar. Amadou ademais tentou assumir o papel de presidente do Conselho de Ministros. As tensões continuaram em escalada, e Ousmane deixou clara sua intenção de dissolver o parlamento e convocar novas eleições depois do transcurso de um ano, uma vez que a constituição o proibia de fazê-lo antes desse prazo.